# Colegio Mayor de San Bartolomé
El Colegio Mayor de San Bartolomé, también conocido antiguamente como Colegio Mayor de Anaya o Colegio Viejo, es un colegio mayor adscrito a la Universidad de Salamanca y ubicado en Salamanca (España).

## Historia
Fue fundado en 1401 por don Diego de Anaya, como colegio mayor adscrito a la Universidad de Salamanca y fue el modelo para los otros cinco colegios clásicos de España y para otros en la América española. El mismo Anaya redactó en 1405 sus primeros estatutos. El color del manto y de la beca de los colegiales era pardo. Popularmente era conocido como Colegio de Anaya, por el nombre de su fundador.
Si al principio era una fundación para permitir el estudio de mozos inteligentes y pobres en recursos, pagando sus estudios mediante una beca, el prestigio que daba haber estudiado en este u otro de los Colegios mayores de Salamanca, hizo que hacia finales del siglo XVI, sus plazas fueran ocupadas por hijos de familias nobles o acomodadas, lo que rebajó notablemente el nivel de los estudios. El medio de que se valieron los colegiales para limitar el acceso únicamente a los nobles, fue exigir "limpieza de sangre", lo que, si bien parecía pensado para evitar la entrada de descendientes de judeoconversos, en realidad impedía la entrada de aspirantes humildes, que no tenían archivos familiares para demostrar su limpieza de sangre. Para los estudiantes modestos, a menudo criados de los nobles, se construyó una hospedería anexa.
Anexos tenía otros dos Colegios Menores: el de Burgos (1520), desaparecido en la segunda mitad del siglo XVII, y el de San Pedro y San Pablo (suprimido en marzo de 1563, por acuerdo de los propios colegiales).
El colegio se extingue en 1798 y, aunque tiene un breve renacimiento hacia el 1840, como Colegio Científico, posteriormente su sede se destinó a ampliación de las aulas de la Universidad y actualmente es la Facultad de Filología de la Universidad de Salamanca.
El Colegio es refundado como residencia universitaria el 19 de febrero de 1942 y posteriormente, el 16 de diciembre de  2011 retoma el status de colegio mayor. Actualmente ocupa un edificio de construcción reciente, situado junto al campus Miguel de Unamuno. Tiene capacidad para albergar a 184 residentes.

## El edificio antiguo

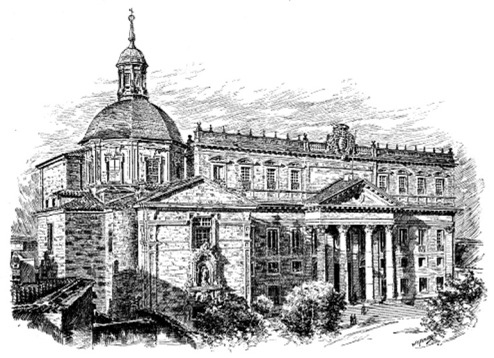
Dibujo del Colegio de Anaya con la iglesia de San Sebastián a la izquierda (1889).

El edificio original, que al parecer era de ladrillo y de fábrica modesta, resultó muy dañado en el Terremoto de Lisboa (1755) y en su lugar edificado el actual (llamado Palacio de Anaya) más acorde con la alcurnia de los ocupantes de la época, que es uno de los pocos que hay en Salamanca en estilo neoclásico. Sus obras comenzaron en 1760, sus creadores fueron José de Hermosilla y Juan de Sagarvinaga. Sus elementos más llamativos son la fachada y la escalera imperial del interior del palacio, donde además hay un interesante busto de Miguel de Unamuno, hecho por Victorio Macho en 1930.

## Colegiales ilustres
- Alonso Fernández de Madrigal
- Juan de Sahagún (santo)
- Diego Ramírez de Fuenleal (conocido como Diego Ramírez de Villaescusa que fundaría el Colegio Mayor de Cuenca, en Salamanca)
- Íñigo López de Mendoza y Zúñiga
- Antonio Zapata y Cisneros
- Juan Martínez Guijarro
- Antonio Sevil de Santelices